# 71e méridien ouest
En géographie, le 71e méridien ouest est le méridien joignant les points de la surface de la Terre dont la longitude est égale à 71° ouest.

## Géographie

### Dimensions
Comme tous les autres méridiens, la longueur du 71e méridien correspond à une demi-circonférence terrestre, soit 20 003,932 km. Au niveau de l'équateur, il est distant du méridien de Greenwich de 7 904 km,.
Avec le 109e méridien est, il forme un grand cercle passant par les pôles géographiques terrestres.

## Le méridien traverse…
En commençant par le pôle Nord et descendant vers le sud au pôle Sud, Le 71e méridien ouest passe par:
| Coordonnées          | Pays, territoire ou mer | Notes |
| -------------------- | ----------------------- | --- |
| 90° 00′ N, 71° 00′ O | Océan Arctique          | |
| 83° 06′ N, 71° 00′ O | Canada                  | Nunavut, Île d'Ellesmere |
| 79° 50′ N, 71° 00′ O | Détroit de Nares        | |
| 78° 37′ N, 71° 00′ O | Groenland               | Terre d'Inglefield |
| 77° 46′ N, 71° 00′ O | Baie de Baffin          | |
| 77° 28′ N, 71° 00′ O | Groenland               | Île Qeqertarsuaq |
| 77° 22′ N, 71° 00′ O | Baie de Baffin          | |
| 77° 09′ N, 71° 00′ O | Groenland               | |
| 76° 58′ N, 71° 00′ O | Baie de Baffin          | |
| 71° 03′ N, 71° 00′ O | Canada                  | Nunavut – Île de Baffin et île Qikiqtarjuaq |
| 62° 49′ N, 71° 00′ O | Détroit d'Hudson        | |
| 61° 08′ N, 71° 00′ O | Canada                  | Québec – Passe par l'Île d'Orléans à l'est de la ville de Québec à 46°57'N |
| 45° 21′ N, 71° 00′ O | États-Unis              | Maine New Hampshire – à partir de 43° 58′ N, 71° 00′ O Massachusetts – partir de 42° 52′ N, 71° 00′ O |
| 42° 21′ N, 71° 00′ O | Océan Atlantique        | Boston Harbor – passe juste à l'est de Boston, Massachusetts, États-Unis (à 42° 22′ N, 71° 03′ O) |
| 42° 16′ N, 71° 00′ O | États-Unis              | Massachusetts |
| 41° 31′ N, 71° 00′ O | Océan Atlantique        | Passe juste à l'ouest de l'île Cuttyhunk, Massachusetts, États-Unis (à 41° 25′ N, 70° 57′ O) Passe juste à l'ouest de l'île Martha's Vineyard, Massachusetts, États-Unis (à 41° 20′ N, 70° 50′ O) Passe juste à l'est de l'île Grand Turk, Îles Turques-et-Caïques (à 21° 30′ N, 71° 07′ O) |
| 19° 56′ N, 71° 00′ O | République dominicaine  | Île Hispaniola |
| 18° 18′ N, 71° 00′ O | Mer des Caraïbes        | |
| 11° 06′ N, 71° 00′ O | Venezuela               | |
| 6° 59′ N, 71° 00′ O  | Colombie                | |
| 2° 17′ S, 71° 00′ O  | Pérou                   | Passe 4 km à l'ouest de Moquegua |
| 4° 23′ S, 71° 00′ O  | Brésil                  | Amazonie Acre – à partir de 8° 00′ S, 71° 00′ O |
| 9° 49′ S, 71° 00′ O  | Pérou                   | |
| 17° 53′ S, 71° 00′ O | Océan Pacifique         | |
| 27° 41′ S, 71° 00′ O | Chili                   | Passe 1,25 km à l'est de Observatoire de Las Campanas au sein du Parc national La Campana |
| 36° 29′ S, 71° 00′ O | Argentine               | |
| 38° 21′ S, 71° 00′ O | Chili                   | |
| 38° 46′ S, 71° 00′ O | Argentine               | |
| 52° 00′ S, 71° 00′ O | Chili                   | Passe juste à l'ouest de Punta Arenas à 53° 10′ S, 70° 56′ O |
| 53° 48′ S, 71° 00′ O | Détroit de Magellan     | |
| 54° 05′ S, 71° 00′ O | Chili                   | Île Aracena, Grande île de la Terre de Feu, île Stewart et Île Londonderry |
| 54° 59′ S, 71° 00′ O | Océan Pacifique         | |
| 60° 00′ S, 71° 00′ O | Océan Austral           | |
| 68° 52′ S, 71° 00′ O | Antarctique             | Île Alexander et le continent – Liste des territoires by Argentine (Antarctique argentin), Chili (Province de l'Antarctique chilien) et Royaume-Uni (Territoire antarctique britannique) |